# Karl-Thomas Neumann
Karl-Thomas Neumann, né le 1er avril 1961 à Twistringen, Basse-Saxe est un homme d'affaires allemand, PDG d'Opel de mars 2013 à juin 2017.

## Biographie
Karl-Thomas Neumann obtient son diplôme d'ingénieur à l'université technique de Dortmund en 1987 et effectue un doctorat en ingénierie électrique à l'université de Duisbourg en 1993.
Il a été directeur de la division de Volkswagen en Chine de septembre 2010 à juin 2012.
Il devient PDG de la marque Opel le 1er mars 2013. La direction d'Opel annonce le 12 juin 2017 la démission de Karl-Thomas Neumann, remplacé par le directeur financier de la société Michael Lohscheller. Il demeure membre du directoire jusqu'à la finalisation de la vente du constructeur à PSA.
En juin 2017, il démissionne de ses fonctions.